# 中村ケイジ
中村 ケイジ（なかむら ケイジ、1962年 - ）は、日本の作家。

## 略歴等
陸上自衛隊少年工科学校を中退後、西海学園高等学校へと編入卒業した後、海上自衛隊一般曹候補学生として第一術科学校を修了。大阪工業大学中退、同志社大学在学中（2007年現在）

## 作品の特徴
前述の略歴のほか過去に看護学生の経験もあり、ミリタリー系の作品中にも負傷者の様子などが克明に描写されたシーンが登場する。またテクニカルライター出身のためか小説でもメカやシステムの詳述が見られる。作品は全般に戦闘系の軍事小説が多いが『処刑挺団』（学研）のようなミステリーもある。

## 受賞歴
第5回歴史群像大賞奨励賞、第11回新風舎出版賞奨励賞のほか新風舎第三回詩のコレクションコンテストで優秀賞を受賞。

## 著作
- 『防衛庁特殊偵察救難隊』(全5巻) - 2000年
- 『処刑挺団―防衛査察官243』 - 2003年
- 『2015宣戦!!―新・日本国軍血戦録』 - 2005年
- 『烈穹のサムライ―「真」自衛軍戦記』 - 2005年
- 『自衛軍戦記2015―超特異作戦部隊“EAT”』 - 2008年
- 『真自衛軍戦記2012―第一空挺旅団極秘作戦』 - 2010年
- 『日中尖閣戦争』 - 2013年
（以上歴史群像新書・学習研究社）

- 『日本有事「鎮西2019」作戦発動!』 - 2017年
- 『日本有事「鉄の蜂作戦2020」』 - 2017年
（以上RYU NOVELS）

- 『特務自衛隊新世紀ウォー』（全3巻、ウルフノベルス・学習研究社) - 2002年
- 『たからのはこ』（共著、新風舎）